# Metropolitan Detention Center Brooklyn

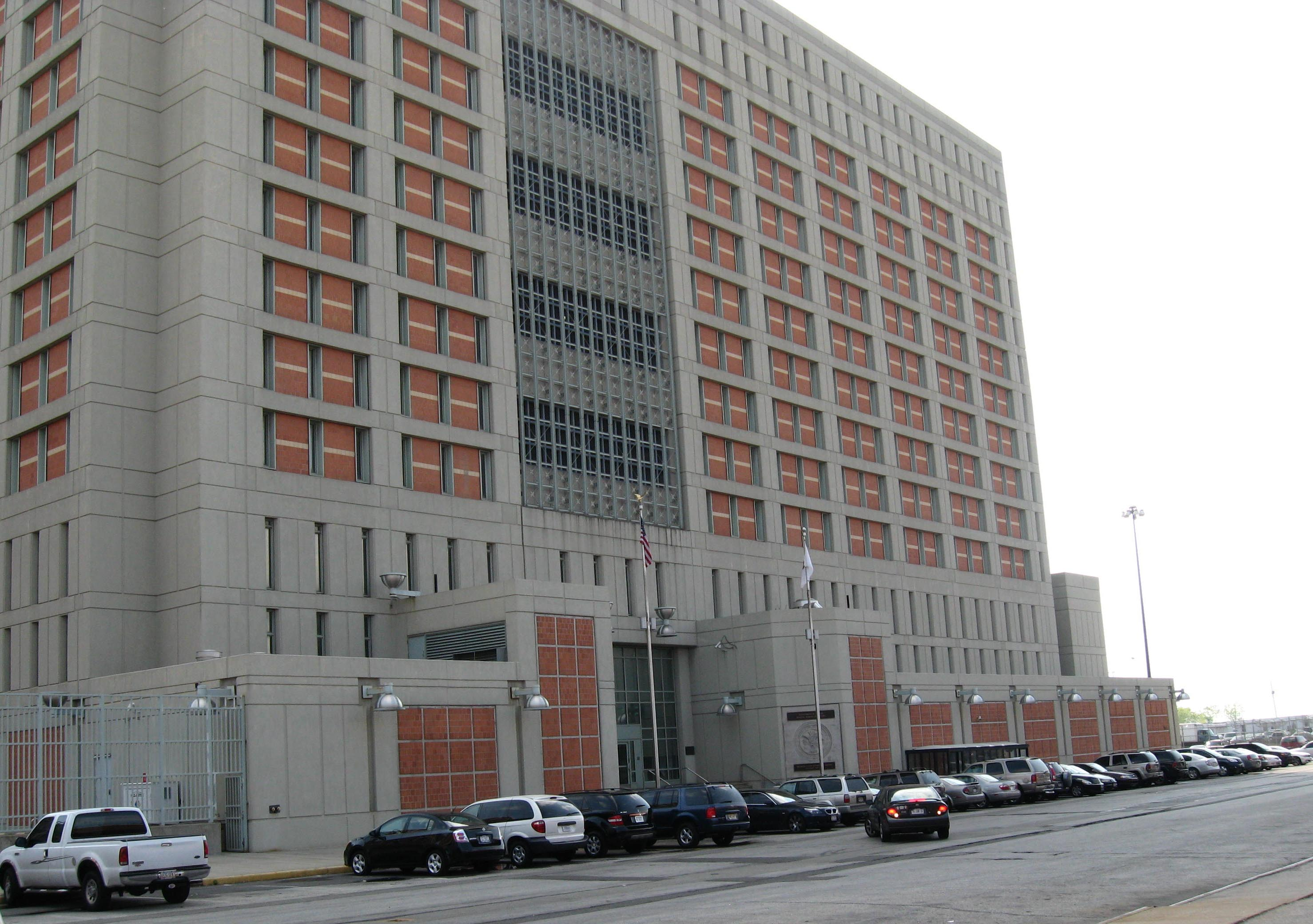
Metropolitan Detention Center Brooklyn

Das Metropolitan Detention Center in Sunset Park, Brooklyn, New York City, ist ein US-amerikanisches Bundesgefängnis.

## Kapazität und Geschichte
Das Bundesgefängnis wurde für 1.000 Häftlinge gebaut.
Es beherbergt weibliche und männliche Gefangene.
Es wurde für Häftlinge gebaut, die auf eine Verhandlung vor Bundesgerichten für den Eastern District of New York warteten. Dazu gehören: Brooklyn, Queens, Staten Island und Long Island. Es wurde in den frühen 1990er Jahren in Betrieb genommen. Es gab lokale Proteste, weil man fürchtete, der Gefängnisbetrieb würde die Infrastruktur überlasten.
1999 wurde der Bau erweitert. Aktuell fasst das Gefängnis 1.510 Häftlinge (Stand: 16. Juli 2020).

## Bekannte Insassen
| Insasse                | Bemerkungen |
| ---------------------- | --- |
| Ghislaine Maxwell      | Verurteilt wegen Sexualdelikten und Beihilfe zu Sexualdelikten an minderjährigen Frauen im Zeitraum von 1994 bis 2004. Insassin vom 6. Juli 2020 bis Mitte 2022. Wurde in die Federal Correctional Institution, Tallahassee, verlegt. Häftlingsnr.: 02879-509 |
| Sean Combs             | seit 16. September 2024 in Untersuchungshaft |
| Mohamed Mahmood Alessa | Angeklagt, im Auftrag Terrorverdächtiger Morde begangen zu haben. |
| Carlos Eduardo Almonte | Verschwörung zur Ermordung |
| Peter Gatien           | New Yorker Nachtclubbesitzer, inhaftiert wegen Steuervergehen |
| John A. Gotti, Jr.     | Gambino-Familie-Boss, Sohn des Gangsters John Gotti |
| Peter Gotti            | New Yorker Mafioso |
| Hal Turner             | Radiomoderator, bedrohte Bundesrichter. Wurde in den Federal Correctional Complex, Terre Haute, verlegt. |
| Al Sharpton            | Baptistischer Prediger und Bürgerrechtler, saß im Jahre 2001 90 Tage wegen unberechtigten Betretens eines militärischen Sperrgebiets ein. |
| Aafia Siddiqui         | Wird verdächtigt, Al-Qaida anzugehören. |
| Ronell Wilson          | Ermordete 2003 zwei Polizisten. |
| Najibullah Zazi        | Mitglied bei Al-Qaida |
| Albert Gonzalez        | inhaftiert wegen Internet-Betrugs |
| Adam Jasinski          | Drogenhändler, Gewinner von Big Brother, US-Staffel 9 |
| Martin Shkreli         | Hedgefonds-Manager, verurteilt wegen Betruges |